# Gagea chabertii
Gagea chabertii är en liljeväxtart som beskrevs av Achille Terracciano. Gagea chabertii ingår i Vårlökssläktet och i familjen liljeväxter. Inga underarter finns listade.